# Robert Sobukwe

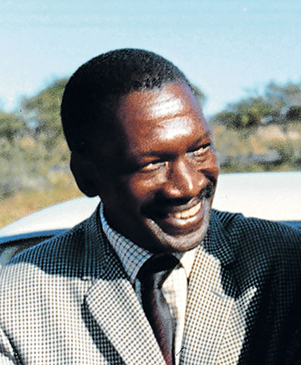
Robert Sobukwe (1969)

Robert Mangaliso Sobukwe (* 5. Dezember 1924 in Graaff-Reinet; † 27. Februar 1978 in Kimberley) war ein südafrikanischer panafrikanischer Führer und erster Präsident des Pan Africanist Congress (PAC).

## Biografie

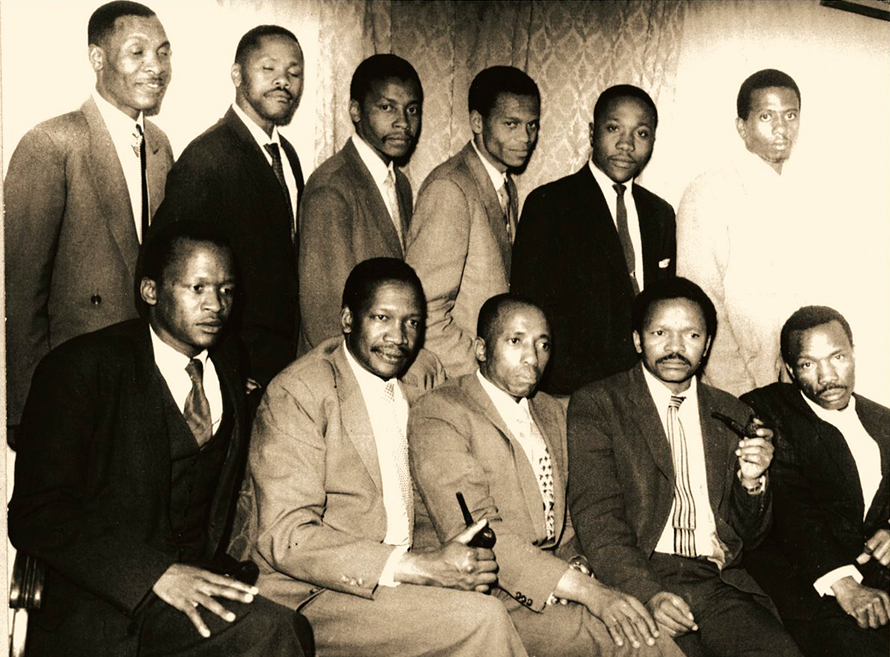
Robert Sobukwe (erste Reihe, zweiter von links), mit anderen Gründungsmitgliedern des PAC

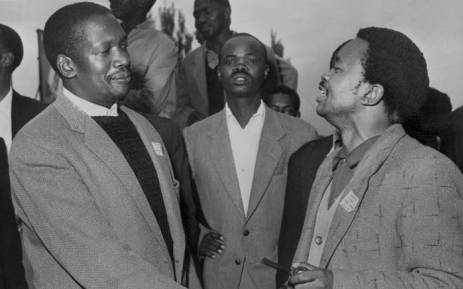
Robert Sobukwe (links) und Potlako Leballo

Nach der Schulausbildung an der Missionsschulen Healdtown absolvierte er ein Studium am Fort Hare College, wo er 1949 zum Präsidenten des Studentenrates (Students’ Representative Council) gewählt wurde. Noch im selben Jahr trat er als Mitglied des 1944 von Nelson Mandela, Walter Sisulu und Oliver Tambo gegründeten Jugendverbandes dem African National Congress (ANC) bei. Nach dem Studium war er als Lehrer tätig.
1952 wurde er von seinem Amt als Lehrer wegen der Beteiligung an der Defiance Campaign (etwa: Missachtungskampagne) des ANC gegen die Apartheid der Regierung unter Premierminister Daniel François Malan entlassen. Im Anschluss war er bis 1959 als Dozent am Fort Hare College tätig, das zu diesem Zeitpunkt die einzige höhere Bildungsanstalt für schwarze Afrikaner in Südafrika war.
Im April 1959 war er Mitbegründer des Pan Africanist Congress (PAC), der sich vom ANC abspaltete. Auf der Gründungsversammlung wurde er zugleich zum ersten Präsidenten des PAC gewählt. Bereits ein Jahr später wurde er in Anwendung des Suppression of Communism Act gebannt und danach zu einer dreijährigen Haft verurteilt, die 1963 gemäß dem Richterspruch endete. Er verblieb jedoch bis 1969 auf der Gefängnisinsel Robben Island in Haft, weil auf der Grundlage des General Laws Amendment Act, Act No. 37 / 1963 dem südafrikanischen Justizminister, nach Ablauf der einjährigen Gültigkeitsfrist dieses Gesetzes durch das Parlament dann gesondert ermächtigt, die Möglichkeit eingeräumt war, eine abgelaufene Haftstrafe durch Ministerentscheidung jeweils um ein weiteres Jahr zu verlängern. Diese besondere Rechtspraxis ging in die Apartheidsgeschichte als so genannte Sobukwe-Klausel ein und wurde nur einmal, in diesem Fall, angewandt. Mit dem Ende seines Gefängnisaufenthaltes wurde ein fünfjähriger Bann mit zwölfstündigem Hausarrest ausgesprochen und dieser 1975 nochmals erneuert. Nach seiner Haftentlassung war Robert Sobukwe allerdings nicht mehr führend politisch aktiv und lebte in der Gemeinde Graaff-Reinet im Osten der damaligen Kapprovinz. 1977 wurde dann jedoch sein Aufenthalt auf die Stadt Kimberley im Norden der Kapprovinz beschränkt, wo er kurze Zeit später unter den Einschränkungen der Bannungsverfügung verstarb.
Die Beerdigung fand am 12. März 1978 auf einem Friedhof in seinem Geburtsort statt. Am Grab hielt Helen Suzman eine Gedenkrede. Unter den Anwesenden war auch sein Freund Benjamin Pogrund.
1954 heiratete er Zondeni Veronica Mathe (1927–2018). Zusammen hatten sie vier Kinder. Zondeni Sobukwe nahm ebenfalls am Kampf gegen die Apartheid teil und wurde wenige Monate vor ihrem Tod mit dem Order of the Baobab ausgezeichnet.

## Ehrungen
- 1999 erhielt Sobukwe postum den südafrikanischen Order for Meritorious Service in Gold.[4]
- 2003 Gedenkveranstaltung an der University of Fort Hare.[5]
- 2018 vollzog die Rhodes-Universität eine öffentliche Ehrung und benannte das ehemalige Jan Smuts House in Robert Sobukwe House um.[6]